# Santa Maria de Sunyer
Santa Maria o la Nativitat de la Mare de Déu és una església parroquial de Sunyer (Segrià) protegida com a bé cultural d'interès local. L'església de Sunyer surt esmentada per primera vegada a la documentació l'any 1361 però va ser construïda amb anterioritat. A les parets de l'església queden senyals de construccions adossades.

## Arquitectura
Petita església d'una sola nau amb una capella a cada costat que se situa en la transició del romànic al gòtic. La nau té dos arcs faixons i les dues capelles estan cobertes amb volta de creueria, amb arcs d'ogiva més aguts al costat sud, on han quedat esculpides sobre cada capitell angular la representació dels evangelistes, de trets gòtics.
Al mur nord es conserva, encaixonada i mig mutilada per les dues capelles, la porta original del temple. És un arc de mig punt adovellat format per arquivoltes en degradació. Les arquivoltes van a parar a unes columnes, de les quals no es conserven totes, amb capitells que formen un fris continu. Aquests capitells estan decorats amb motius vegetals excepte el més exterior que té esculpit un ocell. Els capitells del costat dret queden tapats pel mur de la capella però pel que encara es pot veure sembla que la composició de la portalada era simètrica.
La façana principal actualment es troba als peus de l'església i és d'estil barroc. La façana està precedida per una escalinata. La porta és d'arc de mig punt peraltat; està flanquejada per dues pilastres llises amb capitell toscà que aguanten un arquitrau. A sobre de l'arquitrau hi ha un frontó triangular però té les línies són còncaves. A banda i banda de la portalada hi ha una voluta i a la part superior un rosetó. Tot l'edifici està resseguit a la seva part superior per un ràfec decorat amb permòdols esculpits.
A la teulada, seguint el carener que és perpendicular a la façana principal, es troba el campanar de cadireta. És de dos pisos amb dos ulls per cada pis, però només els dos superiors tenen campanes.